# Alpentor

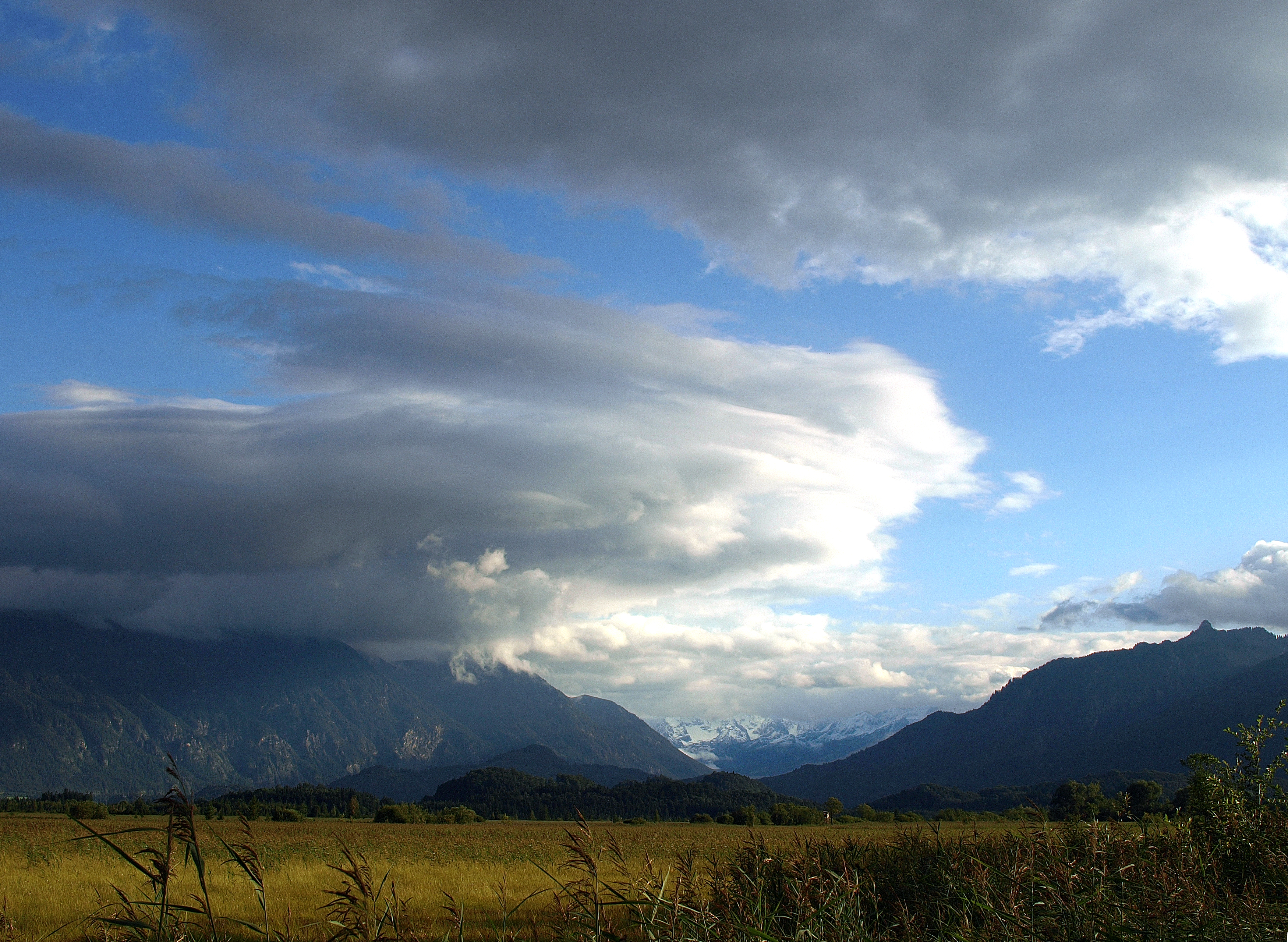
Murnauer Moos mit Alpentor

Als Alpentor wird in der Geologie der Durchbruch eines gesamten Gletschers (Eisstromes) während der Eiszeit aus den Alpen in das Alpenvorland bezeichnet. 

## Alpentore in der Würmeiszeit
Insbesondere dort, wo in der Würmeiszeit mehrere Gletscher aus verschiedenen Tälern zusammentrafen oder am Alpenrand Engstellen durchflossen, staute sich das Eis, sodass solche Engstellen einen wesentlichen Einfluss auf das weitere Ansteigen des Eisniveaus hatten. Somit führten sie dazu, dass schließlich niedrigere Pässe und Gebirgskämme vom Eis überströmt wurden und sich die Gletscher zu einem Eisstromnetz vereinigten.
Alpentore, an denen sich besonders große Eismassen ins umliegende Flachland ergossen, lagen vornehmlich bei den Mündungen großer Längstäler wie etwa Inn-, Rhein- oder Salzachtal. Diese Gletscherzungen drangen bis zu 50 Kilometer weit ins Flachland vor. Aber auch heute eher unbedeutende Täler wie Isar-, Loisach- und Ammertal konnten dann große Eiszungen produzieren, wenn ihre Gletscher von Größeren wie dem Inntalgletscher (etwa über den Fernpass) genährt wurden. Im Gegensatz dazu konnten von solchen großen Gletschern weitgehend isolierte Täler wie das Iller- oder das Lechtal weitaus geringere Gletscherzungen produzieren. 
Eine weitere Voraussetzung für bis ins Alpenvorland reichende Vergletscherung sind hohe Berge. Östlich des Salzachtals erreichten die Gletscherzungen den Alpenrand kaum mehr, da Gebirge wie die Niederen Tauern im Gegensatz etwa zu den Hohen Tauern nicht genug Eis produzieren konnten. Daher waren Alpentore hauptsächlich im bayrischen Alpenvorland zu finden. Eines der wenigen Beispiele am Alpensüdrand war das vergleichsweise kleine Alpentor des heutigen Tagliamentotals.

## Beispiel Inntalgletscher

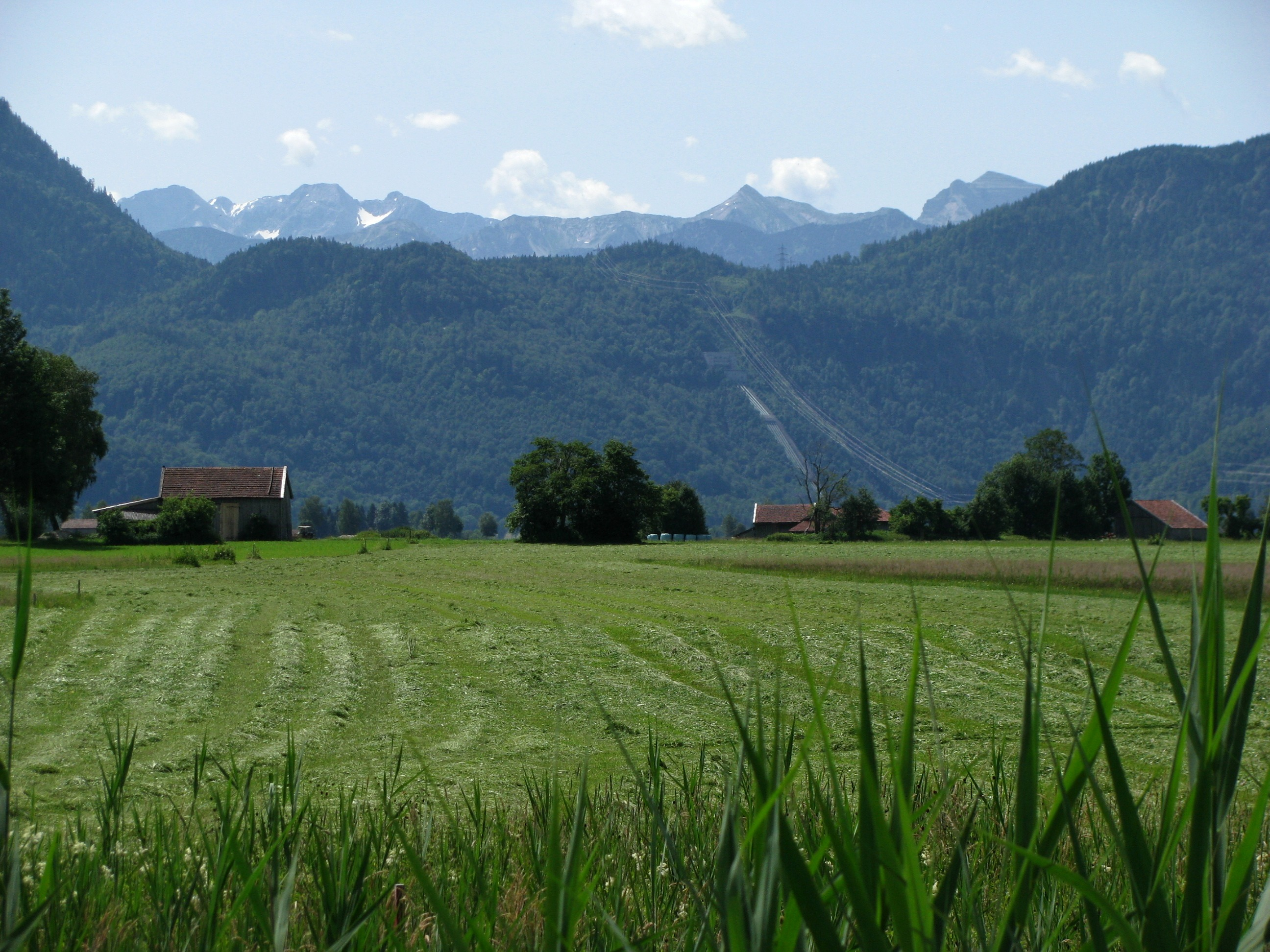
Alpentor Kesselberg

Im Inntal (Richtung Rosenheim) zwängte sich der Inntalgletscher zwischen dem Wildbarren und dem Kranzhorn in einer Höhe von ca. 1300 m ü. NN hindurch. Ein Nebenarm, der Isar-Loisach-Gletscher, floss südlich von Bad Tölz zwischen dem Blomberg und dem Rechelkopf in einer Höhe von ca. 1000 m ins Flachland.
Am Walchen- und Kochelsee zog ein Nebenarm des Inntalgletschers in einer Höhe von 1400 m über den Kesselberg zwischen dem Jochberg und dem Herzogstand hindurch.
Der Loisachgletscher, ein weiterer Nebenarm, strömte zwischen dem Wank und dem Kramerspitz bei Garmisch in einer Höhe von ca. 1700 m durch. Im heutigen Murnau reichte der Eisstrom noch bis ca. 1200 m.